# Soulte
Ne doit pas être confondu avec Soute.
 (mai 2021).
 (mai 2021).
Si vous disposez d'ouvrages ou d'articles de référence ou si vous connaissez des sites web de qualité traitant du thème abordé ici, merci de compléter l'article en donnant les références utiles à sa vérifiabilité et en les liant à la section « Notes et références ».
Soulte est un terme juridique utilisé dans le cadre d'un contrat d'échange ou de partage.
- Dans un contrat d’échange ou dans un partage, il peut en effet être nécessaire à l'un des contractants de verser une somme d’argent permettant de compenser l'excédent de valeur du ou des biens qu'il reçoit à l'occasion d'un échange ou du partage d'une indivision.
  - Le transfert de gestion d'un bien du domaine public (passage d'un bien du domaine public d'une administration à une autre) est normalement effectué à titre gratuit. Néanmoins, certains cas (en particulier celui où une collectivité territoriale cède une partie de son domaine public à une autre) imposent le versement d'une somme, appelée soulte.

- Par extension le terme soulte peut s'appliquer pour définir le montant d'une compensation versée par une partie à une autre partie qui prend en charge ses droits et devoirs financiers.
  - Ainsi une entreprise qui inscrit ses salariés au régime général des retraites après que ceux-ci ont bénéficié d'un régime spécifique à l'entreprise verse une soulte pour compenser la charge à venir (pensions à verser) et les produits transmis (cotisations versées à l'avenir pour les salariés). Les exemples importants les plus récents concernent EDF ou La Poste.

- Dans le cas d'un divorce, l'emploi du mot soulte est courant puisqu'il correspond à la somme que l'un des deux divorcés doit verser à l'autre pour conserver par exemple un bien immobilier acquis en commun.
- Son calcul se fait alors par exemple de la façon suivante dans le cas le plus simple (possession à 50/50 sans héritage) : 
  - (valeur du bien) - (solde du prêt bancaire) = valeur nette du bien
  - (valeur nette du bien) / 2 = valeur de la soulte que l'un devra verser à l'autre pour devenir l'unique propriétaire du bien.
  - Mais la quote-part peut se négocier entre toutes les parties et actée devant notaire.